# 07-Ghost
07-Ghost (jap. セブンゴースト, Sebun Gōsuto von engl. Seven Ghost) ist ein Manga der japanischen Zeichnerinnen Yuki Amemiya und Yukino Ichihara, der seit 2005 in Japan erscheint. Das Werk wurde als Hörspiel und Animeserie adaptiert, darüber hinaus erschien der Ableger 07-Ghost Children. Der Manga handelt von einem übernatürlich begabten Erben eines untergegangenen Reichs, der gegen die Mächte kämpft, die sein Land zerstörten. Dabei gerät er in den Konflikt zwischen dem bösen Todesgott „Verloren“ und sieben Geistern.

## Inhalt
Der Junge Teito Klein erinnert sich nicht an seine Vergangenheit und hat nur immer wieder undeutliche Träume von einem Mann und einer Kirche. Dem Sklavendasein kann Teito entkommen, als er an die Militärakademie von Barsburg berufen wird. Teito kann das Zaiphon benutzen, eine seltene und wertvolle übernatürliche Kraft. Nach einem Jahr an der Akademie besteht er gemeinsam mit seinem guten Freund Mikage die Abschlussprüfung. Die beiden schwören sich, ewig zusammenzuhalten.
Nach der Prüfung trifft Teito zufällig den Stabschef, Ayanami. Da erinnert er sich daran, dass dieser seinen Vater ermordet hat, von dem er immer wieder träumte. So versucht er nun, Ayanami zu töten, wird aber aufgehalten und festgesetzt. Mit Hilfe von Mikage kann Teito in den benachbarten 7. Bezirk fliehen, wo er bei sieben Bischöfen Asyl findet. Er erfährt, dass sein Vater, der König von Raggs, von Ayanami getötet und das Reich vom Barsburger Reich zerstört wurde. Ayanami suchte das Auge von Michael, das jetzt im Besitz von Teito ist. Nun will Teito gegen Barsburg kämpfen und mehr über seine Vergangenheit erfahren, gerät dabei aber auch in den Konflikt zwischen dem bösen Todesgott „Verloren“ und sieben Geistern.

## Veröffentlichung
Der Manga wurde von 2005 bis Januar 2014 im japanischen Magazin Monthly Comic Zero Sum des Verlags Ichijinsha veröffentlicht. Es ist das erste Werk des Zeichner-Duos, das aus der Dōjinshi-Szene stammt. Die Einzelkapitel erschienen von November 2005 bis September 2013 auch in 17 Sammelbänden. Go! Comi veröffentlicht die Reihe auf Englisch, auf Deutsch sind von Juli 2010 bis September 2014 alle Bände bei Egmont Manga und Anime erschienen. Planet Manga veröffentlichte eine italienische und portugiesische Ausgabe, Kazé eine französische und Ever Glory Publishing eine chinesische.
Ab August 2010 erschien in Japan ein Ableger der Serie mit dem Titel 07-Ghost Children beim gleichen Verlag, die einen Sammelband erreichte. Dieser erschien im März 2013 bei Egmont auch auf Deutsch. Ever Glory brachte ihn auf Chinesisch in Taiwan heraus.

## Adaptionen

### Hörspiel
2007 wurde ein Hörspiel basierend auf dem Manga unter dem Titel Kamisama ni Todoku Koibumi auf CD veröffentlicht. Im Februar 2009 folgte ein zweites, 70-minütiges Hörspiel und ein weiteres im Oktober des gleichen Jahres.

### Anime
2009 produzierte Studio Deen eine 25-teilige Anime-Serie zum Manga. Regie führte Nobuhiro Takamoto und Hauptautorin war Natsuko Takahashi, die mit Yoichi Kato auch die Drehbücher schrieb. Das Charakterdesign entwarf Maki Fujii und die künstlerische Leitung übernahm Hirotsugu Kakoi. Die Animationsarbeiten leitete Yukiko Ban und das Mechadesign entwarf Yutaka Miya. Die verantwortlichen Produzenten waren Ayako Kimishima, Hitoshi Kawamura, Masanori Goto und Tomoyuki Saito.
Die Serie wurde von Chiba TV erstmals vom 7. April bis zum 22. September 2009 nach Mitternacht (und damit am vorigen Fernsehtag) in Japan ausgestrahlt. Es folgten Ausstrahlungen bei regionalen Sendern und AT-X. Animax Asia zeigte eine englisch untertitelte Fassung, ebenso diverse internationale Streaming-Dienste.

#### Synchronsprecher
| Rolle       | japanischer Sprecher (Seiyū) |
| ----------- | ---------------------------- |
| Teito Klein | Saiga Mitsuki                |
| Ayanami     | Sho Hayami                   |
| Bischof     | Hidenobu Kiuchi              |
| König       | Hiroki Takahashi             |
| Frau        | Junichi Suwabe               |
| Labrador    | Kōki Miyata                  |
| Castor      | Susumu Chiba                 |
| Mikage      | Daisuke Namikawa             |

#### Musik
Die Musik der Serie wurde von Kotaro Nakagawa komponiert. Der Vorspann ist unterlegt mit dem Titel Aka no Kakera (緋色のカケラ) von Yuki Suzuki, das Abspannlied ist Hitomi no Kotae (瞳のこたえ) von Noria.

## Rezeption
Der Manga stand in Japan mehrfach in den Manga-Verkaufscharts. So verkaufte sich der siebte Band in der ersten Woche nach Veröffentlichung über 36.000 Mal, der 15. Band erreichte über 52.000 Verkäufe in der gleichen Zeit und der 17. und letzte Band verkaufte sich 62.000 Mal in den ersten beiden Wochen.
Die Serie entführe „in ein Fantasy-Kirchen-Setting mit Gothic-Einschlag“, so die deutsche Zeitschrift Animania, in ein komplexes Fantasy-Universum mit interessanten Figuren, Humor, Spannung und Action. Die Geschichte sei ebenso wie der Zeichenstil abwechslungsreich, teilweise aber auch recht sprunghaft, was wohl auf die fehlende Erfahrung der beiden Künstlerinnen zurückzuführen sei. Manchmal sei die Geschichte nur schwer nachzuvollziehen und die Seiten überfrachtet. Die Geschichte werde durch humorvolle Comedy-Einlagen im Super-Deformed-Stil aufgelockert. Inhaltlich biete der Manga Elemente von Shōnen wie auch Shōjo-Serien und sei für weibliche wie männliche Leser zu empfehlen. Die fast ausschließlich männlichen und hübsch, oft auch niedlich gestalteten Charaktere und bisweilen homoerotischen Anspielungen würden aber gewiss eher weibliches Publikum ansprechen. Bei der Anime-Umsetzung zähle die musikalische Begleitung zu den Highlights. Enttäuschend sei dagegen, dass der Anime mit einem offenen Ende abbricht.